# Cơ quan Năng lượng Quốc tế
Cơ quan Năng lượng Quốc tế, thường được gọi tắt là IEA, là một tổ chức quốc tế tự trị có trụ sở ở Paris, được thành lập trong khuôn khổ của Tổ chức Hợp tác và Phát triển Kinh tế (OECD) vào năm 1974 ngay sau cuộc khủng hoảng dầu lửa 1973. Ban đầu Cơ quan Năng lượng quốc tế nhắm mục đích đáp ứng các sự gián đoạn trong việc cung cấp dầu lửa, cũng như cung cấp các thông tin về số liệu thống kê của thị trường dầu quốc tế cùng các ngành năng lượng khác.
Cơ quan Năng lượng quốc tế hoạt động như một nhà cố vấn chính sách cho các nước thành viên của mình, nhưng cũng làm việc với các nước không thành viên, đặc biệt là Trung Quốc, Ấn Độ và Nga. Nhiệm vụ của Cơ quan đã mở rộng để tập trung vào các "tiêu chí" của chính sách năng lượng đúng đắn: an ninh năng lượng, phát triển kinh tế, và bảo vệ môi trường. Tiêu chí chót nhằm tập trung vào việc làm giảm nhẹ sự biến đổi khí hậu. Cơ quan Năng lượng quốc tế có một vai trò lớn trong việc xúc tiến các nguồn năng lượng thay thế (bao gồm cả năng lượng tái tạo), các chính sách năng lượng hợp lý, và việc hợp tác kỹ thuật học năng lượng đa quốc gia.
Các nước thành viên của Cơ quan được yêu cầu phải duy trì mức dự trữ tổng số dầu tương đương với ít nhất 90 ngày của lượng nhập khẩu ròng của năm trước. Vào cuối tháng 7 năm 2009, các nước thành viên Cơ quan đã có một kho dự trữ hỗn hợp hầu như tới 4.300.000.000 thùng dầu (680.000.000 m3).
Giám đốc điều hành của IEA hiện nay là Nobuo Tanaka, Phó Giám đốc điều hành là Đại sứ Richard Jones.

## Lịch sử các vụ can thiệp
- Chiến tranh vùng Vịnh 1991.
- Năm 2005 Cơ quan đã giải tỏa 2 triệu thùng dầu mỗi ngày, trong vòng 1 tháng, sau khi cơn Bão Katrina tác động tới việc sản xuất dầu ở Hoa Kỳ.
- Ngày 29.8.2008 Cơ quan Năng lượng quốc tế tuyên bố là nếu Bão Gustav gây thiệt hại lớn cho việc sản xuất dầu và khí ở vùng vịnh thì Cơ quan sẽ giải tỏa các khoản dầu dự trữ chiến lược.

## Các nước thành viên
Chỉ những nước thành viên của Tổ chức Hợp tác và Phát triển Kinh tế mới có thể làm thành viên của Cơ quan Năng lượng quốc tế. Như vậy, mọi nước thành viên của OECD đều là thành viên của Cơ quan Năng lượng quốc tế, ngoại trừ Iceland, México và Chile. Có 28 nước thành viên:
| Chức thành viên hiện nay:                                                                 | |
| Úc Áo Bỉ Canada Cộng hòa Séc Đan Mạch Phần Lan Pháp Đức Hy Lạp Hungary Ireland Ý Nhật Bản | Hàn Quốc Luxembourg Hà Lan New Zealand Na Uy Ba Lan Bồ Đào Nha Slovakia Tây Ban Nha Thụy Điển Thụy Sĩ Thổ Nhĩ Kỳ Vương quốc Anh Hoa Kỳ |

## Hiệu quả Năng lượng
Tại cuộc họp thượng đỉnh Heiligendamm tháng 6 năm 2007, các nước G8 đã công nhận một đề nghị của Liên minh châu Âu cho một sáng kiến quốc tế về hiệu quả Năng lượng đưa ra bàn bạc trong tháng 3 năm 2007, và đồng ý khảo sát – cùng với Cơ quan Năng lượng Quốc tế - phương pháp hiệu quả nhất để thúc đẩy hiệu quả năng lượng trên bình diện quốc tế. Một năm sau, ngày 8.6.2008, các nước G8, Trung Quốc, Ấn Độ, Hàn Quốc và Cộng đồng châu Âu đã quyết định thành lập Hội quốc tế cho Hợp tác Hiệu quả Năng lượng, tại cuộc họp các bộ trưởng Năng lượng do Nhật Bản làm chủ trong khuôn khổ chức chủ tịch G8 năm 2008 ở Aomori.

## Năng lượng tái tạo
Guy Pearse tuyên bố rằng IEA đã luôn luôn đánh giá thấp tiềm năng cho các chọn lựa năng lượng tái tạo.
Nhóm theo dõi Năng lượng (Energy Watch Group), một liên minh các nhà khoa học và chính trị đã phân tích dự báo ngành công nghiệp năng lượng chính thức, tuyên bố rằng IEA đã có một xu hướng cố định đối với các nguồn năng lượng truyền thống và đã sử dụng "dữ liệu sai lạc" để làm suy yếu các trường hợp năng lượng tái tạo, chẳng hạn năng lượng gió và năng lượng mặt trời. Một báo cáo năm 2008 của Nhóm theo dõi Năng lượng đã so sánh các dự đoán của IEA về sự phát triển của khả năng năng lượng gió và thấy rằng IEA đã liên tục đánh giá thấp lượng năng lượng mà ngành công nghiệp năng lượng gió có thể cung cấp.
Chẳng hạn, năm 1998, Cơ quan dự đoán việc sản xuất điện bằng sức gió trên toàn cầu tổng cộng sẽ là 47,4 GW vào năm 2020, nhưng báo cáo của Nhóm theo dõi Năng lượng nói rằng mức đó đã đạt được vào cuối năm 2004. Báo cáo đó cũng nói rằng IEA đã không học được bài học của các ước lượng thấp trước kia, và năm ngoái các phần thêm ròng của năng lượng gió trên toàn cầu là 4 lần lớn hơn số ước tính trung bình của các dự báo 1995-2004 của IEA.
Giữa lúc sự bất mãn từ khắp khu vực năng lượng tái tạo về hiệu quả của Cơ quan này như một cơ quan giám sát năng lượng toàn cầu, nên ngày 26.01.2009 Cơ quan Năng lượng Tái tạo Quốc tế đã được thành lập. Mục đích là để có cơ quan hoạt động đầy đủ vào năm 2010 với ngân sách hàng năm ban đầu là 25 triệu euro. 

## Chỉ trích
Trước sự ra mắt của ấn bản World Energy Outlook (Triển vọng Năng lượng thế giới) 2009, nhật báo The Guardian của Anh đã đề cập đến một quan chức cấp cao của IEA giấu tên, cho rằng cơ quan này đã cố tình hạ thấp nguy cơ peak oil (sản xuất dầu mức cao nhất) dưới áp lực của Hoa Kỳ. Theo một cựu quan chức cấp cao giấu tên thứ hai của IEA thì đó là sự "bắt buộc để không chọc tức người Mỹ" và rằng thế giới đã bước vào khu vực "peak oil".
The Guardian cũng nhắc đến một đội các nhà khoa học từ Đại học Uppsala ở Thụy Điển đã nghiên cứu Triển vọng năng lượng thế giới năm 2008 và kết luận là các dự báo của Cơ quan này đã không thể đạt được. Theo báo cáo đánh giá của các khoa học gia đồng liêu (peer-reviewed) của đội này, thì việc sản xuất dầu vào năm 2030 sẽ không vượt quá 75 triệu thùng một ngày (11.9×106 m3/d), trong khi Cơ quan Năng lượng Quốc tế dự báo dầu sản xuất là 105 triệu thùng một ngày (16.7×106 m3/d). Tác giả chính của báo cáo, tiến sĩ Kjell Aleklett, đã tuyên bố rằng báo cáo của IEA là "các tài liệu chính trị".
Tổ chức phi chính phủ chống tham nhũng Chứng nhân toàn cầu (Global Witness) đã viết trong báo cáo Heads in the Sand của mình là sự phân tích của "Chứng nhân toàn cầu" chứng minh rằng Cơ quan Năng lượng quốc tế tiếp tục giữ một cái nhìn quá lạc quan, và do đó gây hiểu lầm về tiềm năng sản xuất dầu trong tương lai.